# John Gaeta
John C. Gaeta (Nueva York, 1965) es un creador, diseñador e inventor, reconocido por su implicación en la saga The Matrix. En esta, exploró y avanzó en los métodos como el bullet time, la cinematografía virtual o la universal capture. Otras áreas de exploración incluyen HoloCinema y experimentación dentro del mundo de la realidad virtual.

## Biografía
John Gaeta desarrolló un interés en la fotografía y las películas de Stanley Kubrick y Ridley Scott. Entró en la Universidad de Nueva York para estudiar cine y comenzó a trabajar en programas como Saturday Night Live haciendo de asistente de producción.
Gaeta se interesó por el trabajo que ofrecía la nueva empresa del creador de los efectos de 2001: Una Odisea en el espacio, Douglas Trumbull. Gaeta entró en el departamento de cámara de la compañía, llamada Trumbull Company, y allí conoció nuevos formatos de cine como IMAX o el CGI (imágenes generadas por ordenador).
El aspecto que más cautivó a Gaeta fue el CGI. Ayudó a desarrollar técnicas avanzades de fotogrametria. En 1996, comenzó a trabajar en la producción de The Matrix. Por esta película Gaeta creó el efecto bullet time. Este efecto se basaba en la creación de un espacio "virtual" que permite la recreación en un ordenador para manipularla una vez grabada en un croma. El efecto se hizo famoso en la película, y Gaeta recibió un Óscar a los mejores efectos visuales.
Para las dos películas restantes de la trilogía, Gaeta innovó con las técnicas que permitían la recreación de actores en imágenes creadas completamente por ordenador. Gaeta llamó a este proceso cinematografía virtual, así como toda imagen generada por ordenador que hiciese servir las técnicas del lenguaje cinematográfico. La recreación de los actores la consiguió con una técnica llamada universal capture.
Su trabajo en la saga The Matrix produjo un gran impacto, y en películas posteriores como El curioso caso de Benjamin Button o Avatar, se pueden ver los impactos que tuvo su voluntad de innovar en este aspecto de acercar la cinematografía y el mundo de los efectos visuales.
A partir de entonces, ha seguido colaborando con las directoras de la saga Matrix, las hermanas Wachowski. Gaeta no ha parado de involucrarse en proyectos que buscan acercar el realismo al mundo de los efectos de ordenador. Entre sus últimas investigaciones se encuentran aquellas realizadas por una rama de la compañía LucasFilm, ILMxLAB, de la que él es uno de los fundadores. Entre estas, destacan HoloCinema (cine en formato holográfico), realidad virtual y realidad mixta (mixed reality).

## Premios y distinciones
Premios Óscar
| Año  | Categoría                | Película   | Resultado |
| ---- | ------------------------ | ---------- | --------- |
| 2000 | Mejores efectos visuales | The Matrix | Ganador   |